# Colibrí de cua metàl·lica daurat
El colibrí de cua metàl·lica daurat (Metallura iracunda) és una espècie d'ocell de la família dels troquílids (Trochilidae).

## Hàbitat i distribució
Viu a la selva humida i zones obertes de les muntanyes del nord de Colòmbia i Veneçuela.